# شهرستان زابایکالسکی
شهرستان زابایکالسکی (به لاتین: Zabaykalsky District) یک شهرستان در روسیه است که در سرزمین زابایکالسکی واقع شده‌است.